# Мислав Оршич
Мислав Оршич (хорв. Mislav Oršić, нар. 29 грудня 1992, Загреб) — хорватський футболіст, півзахисник «Пафоса» і збірної Хорватії.

## Клубна кар'єра
Народився 29 грудня 1992 року в місті Загреб. Вихованець юнацьких команд футбольних клубів «Кустошия» (Загреб) та «Інтер» (Запрешич).
У дорослому футболі дебютував 2009 року виступами за команду «Інтер» (Запрешич), в якій провів чотири сезони, взявши участь у 90 матчах чемпіонату Хорватії. Більшість часу, проведеного у складі «Інтера», був основним гравцем команди, а у останньому сезоні 2012/13 став найкращим бомбардиром команди, забивши 12 голів у 33 іграх.
Влітку 2013 року перейшов в італійську «Спецію», але у новій команді не був основним гравцем, зігравши лише 9 ігор у Серії Б сезону 2013/14, після чого повернувся на батьківщину у клуб «Рієка», яка відразу віддалі гравця до кінця 2014 року у словенське «Цельє», а у лютому 2015 року знову на правах оренди перейшов у південнокорейський «Чоннам Дрегонс». Протягом сезону 2015 року він забив 9 м'ячів за 33 гри у К-лізі і у підсумку «дракони» викупили контракт за 750 000 євро в січні 2016 року, через що гравець так і не провів жодної гри за «Рієку». В подальшому хорват провів ще півроку в «Чоннамі», де він зіграв ще 16 ігор і забив 5 голів, а другу половину сезону 2016 року грав у китайській Суперлізі за «Чанчунь Ятай», забивши двічі за 14 матчів.

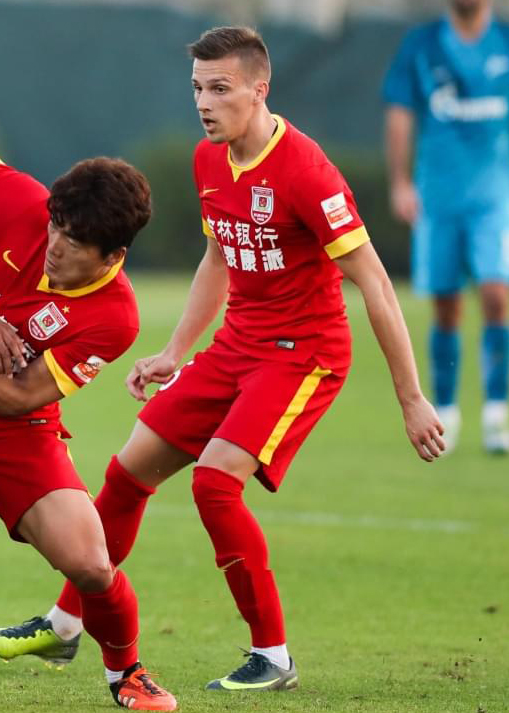
Мислав Оршич під час виступів за «Чанчунь Ятай». 2016 рік.

У січні 2017 року він повернувся в К-лігу, підписавши контракт з клубом «Чанчунь Ятай», де провів півтора року, і влітку 2018 року повернувся на батьківщину, ставши гравцем столичного гранда «Динамо» (Загреб). Станом на 10 грудня 2018 року відіграв за «динамівців» 12 матчів в національному чемпіонаті.
18 вересня 2019 року Оршич зробив хет-трик у складі загребського «Динамо» проти «Аталанти» у своєму дебютному матчі Ліги чемпіонів УЄФА 2019-20. 18 березня 2021 року Оршич зробив хет-трик у переможній грі з рахунком 3:0, з яких останній гол був забитий у додатковий час, проти «Тоттенгем Готспур» у 1/8 фіналу Ліги Європи, допомігши своїй команді виграти 3:2 за сумою двох матчів і вперше в історії клубу вийти до чвертьфіналу. Крім того, хет-трик довів кількість його європейських голів до 17, що зробило його найрезультативнішим гравцем в єврокубках в історії клубу, випередивши клубних легенд Ігоря Цитановіча та Славена Замбату. 9 грудня 2021 року забив єдиний гол у виїзній перемозі над «Вест Гемом» (1:0) на виїзді в рамках групового етапу Ліги Європи, відправивши «Динамо» до раунду плей-оф на виліт.
Після вдалого для хорвата чемпіонату світу, 6 січня 2023 року Оршич підпписав контракт на два з половиною роки з англійським «Саутгемптоном», який заплатив за гравця 8 мільйонів фунтів стерлінгів. 11 січня Оршич дебютував у за клуб у чвертьфіналі Кубка ліги проти «Манчестер Сіті» (2:0), замінивши Адама Армстронга на 83-й хвилині, а 21 січня, провів свій єдиний матч у Прем'єр-лізі в домашньому матчі проти «Астон Вілли» (1:0), знову замінивши Армстронга на 84-й хвилині. Загалом до кінця сезону він зіграв 5 матчів в усіх турнірах, так і не закріпившись у англійській команді.
30 червня 2023 року Оршич приєднався турецького до «Трабзонспора» за 4 мільйони євро, включаючи бонуси, але вже через місяць він отримав розрив хрестоподібних зв'язок під час тренування, що призвело до його вибуття з гри на більшу частину сезону 2023/24 років. Повернувшись до гри, він не зумів відновити свою колишню форму і 21 грудня 2024 року Оршич покинув клуб після розірвання контракту за взаємною згодою.
22 січня 2025 року Оршич підписав контракт з кіпрським «Пафосом», з яким того ж року став чемпіоном Кіпру.

## Виступи за збірні
2010 року дебютував у складі юнацької збірної Хорватії, взяв участь у 15 іграх на юнацькому рівні.
Протягом 2013 року залучався до складу молодіжної збірної Хорватії. На молодіжному рівні зіграв у 5 офіційних матчах, забив 1 гол.
9 вересня 2019 року Оршич дебютував за національну збірну Хорватії у матчі кваліфікаційного турніру Євро-2020 проти Азербайджану в Баку, який завершився нічиєю 1:1, вийшовши на заміну замість Анте Ребича на 86-й хвилині.
17 травня 2021 року Оршича було включено до заявки Златко Далича з 26 гравців на Євро-2020. На турнірі він дебютував у 1/8 фіналу, замінивши Ребич на 67-й хвилині, коли Хорватія програвала Іспанії з рахунком 1:3. Оршич змінив перевернути гру і забив свій дебютний гол за збірну у тому матчі, а також віддав результативну передачу Маріо Пашаличу, зробивши рахунок 3:3. Однак, Іспанія в підсумку перемогла з рахунком 5:3, забивши двічі під час додаткового часу.
9 листопада 2022 року Оршича було включено до складу збірної з 26 гравців на і чемпіонат світу у Катарі. У грі з Канадою (4:1) на груповому етапі Оршич віддав результативну передачу Ловро Маєру, який забив нчетвертий гол Хорватії у тій грі. Згодом, у чвертьфіналі проти Бразилії, Оршич віддав результативну передачу Бруно Петковичу наприкінці додаткового часу, яка дозволила хорватам перевести гру до серії пенальті. Там Оршич забив свій пенальті, останній хорватський пенальті перед промахом Маркіньйоса, який вивів Хорватію до півфіналу на другий поспіль чемпіонат світу. Потім Оршич забив переможний гол у матчі за третє місце проти Марокко, який завершився перемогою його команди з рахунком 2:1 і здобуттям бронзових нагород.
Після цього успішного «мундіалю» за збірну більше не грав, провівши загалом у її складі 27	матчів і забивши 2 голи.
| Дата       | Місто      | Господарі         | Результат               | Гості      | Турнір                               | Голи | Примітки |
| ---------- | ---------- | ----------------- | ----------------------- | ---------- | ------------------------------------ | ---- | -------- |
| 9-9-2019   | Баку       | Азербайджан       | 1 – 1                   | Хорватія   | Відбір до ЧЄ 2020                    | -    | 86'      |
| 16-11-2019 | Рієка      | Хорватія          | 3 – 1                   | Словаччина | Відбір до ЧЄ 2020                    | -    | 82'      |
| 19-11-2019 | Пула       | Хорватія          | 2 – 1                   | Грузія     | товариський матч                     | -    | 46'      |
| 11-11-2020 | Стамбул    | Туреччина         | 3 – 3                   | Хорватія   | товариський матч                     | -    |          |
| 17-11-2020 | Спліт      | Хорватія          | 2 – 3                   | Португалія | Ліга націй УЄФА 2020-2021 - 1-й етап | -    | 83'      |
| 24-3-2021  | Любляна    | Словенія          | 1 – 0                   | Хорватія   | Відбір до ЧС 2022                    | -    | 46'      |
| 27-3-2021  | Рієка      | Хорватія          | 1 – 0                   | Кіпр       | Відбір до ЧС 2022                    | -    | 66'      |
| 30-3-2021  | Рієка      | Хорватія          | 3 – 0                   | Мальта     | Відбір до ЧС 2022                    | -    | 78'      |
| 6-6-2021   | Брюссель   | Бельгія           | 1 – 0                   | Хорватія   | товариський матч                     | -    | 80'      |
| 28-6-2021  | Копенгаген | Хорватія          | 3 – 5 д.ч.              | Іспанія    | ЧЄ 2020 - 1/8 фіналу                 | 1    | 67'      |
| 1-9-2021   | Москва     | Росія             | 0 – 0                   | Хорватія   | Відбір до ЧС 2022                    | -    | 75'      |
| 4-9-2021   | Братислава | Словаччина        | 0 – 1                   | Хорватія   | Відбір до ЧС 2022                    | -    | 62'      |
| 7-9-2021   | Спліт      | Хорватія          | 3 – 0                   | Словенія   | Відбір до ЧС 2022                    | -    | 76'      |
| 11-11-2021 | Мдіна      | Мальта            | 1 – 7                   | Хорватія   | Відбір до ЧС 2022                    | -    | 54'      |
| 26-3-2022  | Ер-Раян    | Хорватія          | 1 – 1                   | Словенія   | товариський матч                     | -    | 73'      |
| 29-3-2022  | Ер-Раян    | Хорватія          | 2 – 1                   | Болгарія   | товариський матч                     | -    |          |
| 3-6-2022   | Осієк      | Хорватія          | 0 – 3                   | Австрія    | Ліга націй УЄФА 2022-2023 - 1-й етап | -    | 71'      |
| 6-6-2022   | Спліт      | Хорватія          | 1 – 1                   | Франція    | Ліга націй УЄФА 2022-2023 - 1-й етап | -    | 63'      |
| 10-6-2022  | Копенгаген | Данія             | 0 – 1                   | Хорватія   | Ліга націй УЄФА 2022-2023 - 1-й етап | -    | 58'      |
| 22-9-2022  | Загреб     | Хорватія          | 2 – 1                   | Данія      | Ліга націй УЄФА 2022-2023 - 1-й етап | -    | 71'      |
| 16-11-2022 | Ер-Ріяд    | Саудівська Аравія | 0 – 1                   | Хорватія   | товариський матч                     | -    | 46'      |
| 23-11-2022 | Ель-Хаур   | Марокко           | 0 – 0                   | Хорватія   | ЧС 2022 - груповий етап              | -    | 90'      |
| 27-11-2022 | Ер-Раян    | Хорватія          | 4 – 1                   | Канада     | ЧС 2022 - груповий етап              | -    | 86'      |
| 5-12-2022  | Ель-Вакра  | Японія            | 1 – 1 д.ч. (1 – 3 п.п.) | Хорватія   | ЧС 2022 - 1/8 фіналу                 | -    | 106'     |
| 9-12-2022  | Ер-Раян    | Хорватія          | 1 – 1 д.ч. (4 – 2 п.п.) | Бразилія   | ЧС 2022 - чвертьфінал                | -    | 114'     |
| 13-12-2022 | Лусаїл     | Аргентина         | 3 – 0                   | Хорватія   | ЧС 2022 - півфінал                   | -    | 46'      |
| 17-12-2022 | Ер-Раян    | Хорватія          | 2 – 1                   | Марокко    | ЧС 2022 - матч за 3-тє місце         | 1    | 90+5'    |
| Усього     |            | Матчів            | 27                      |            | Голів                                | 2    |          |

## Титули і досягнення
- Чемпіон Хорватії (4):

«Динамо»: 2018-19, 2019-20, 2020-21, 2021-22
- Володар Суперкубка Хорватії (3):

«Рієка»: 2014
«Динамо»: 2019, 2022
- Володар Кубка Південної Кореї (1):

«Ульсан Хьонде»: 2017
- Володар Кубка Хорватії (1):

«Динамо»: 2020-21
- Чемпіон Кіпру (1):

«Пафос»: 2024-25
Збірні
- Бронзовий призер чемпіонату світу: 2022